# Aquellos que desean mi muerte
Aquellos que desean mi muerte (título original: Those Who Wish Me Dead) es una película de suspenso y acción neo-western de 2021 dirigida por Taylor Sheridancon un guion de Michael Koryta, Charles Leavitt y Sheridan, basada en la novela homónima de Koryta. La película sigue a un niño (Finn Little) que es testigo del asesinato de su padre y huye con una bombero paracaidista (Angelina Jolie) por el desierto de Montana, para escapar de un par de asesinos (Nicholas Hoult y Aidan Gillen) contratados para silenciarlo; Jon Bernthal, Medina Senghore y Jake Weber también protagonizan. 
Those Who Wish Me Dead se estrenó el 5 de mayo de 2021 en Corea del Sur, y fue estrenada en los Estados Unidos el 14 de mayo por Warner Bros. a través de New Line Cinema, tanto en cines como digitalmente durante un mes en HBO Max. La película recibió reseñas mixtas de los críticos.

## Sinopsis
Hannah Faber, una paracaidista, está luchando después de no poder evitar la muerte de tres jóvenes campistas y un compañero paracaidista en un incendio forestal. Ahora está destinada en una torre de vigilancia contra incendios en el Condado de Park, Montana.
Owen Casserly, un contador forense de Florida, se entera de la muerte de su jefe fiscal de distrito y su familia en una aparente explosión de gas; Creyendo que sus muertes fueron en realidad un asesinato por encargo y que él es el próximo objetivo, Owen huye con su hijo, Connor. Tiene la intención de buscar refugio con su cuñado, Ethan Sawyer, ayudante del Sheriff del Condado de Park. Al llegar a Montana, son emboscados por los asesinos "Jack" y "Patrick", quienes los obligan a salir de la carretera y bajar por un acantilado. Atrapado en el coche, Owen le da a Connor las pruebas contra el empleador de los asesinos. Connor huye antes de que los asesinos maten a Owen.
Un rayo cae sobre la torre de Hannah y quema su equipo de comunicaciones. Cuando Ethan descubre el accidente automovilístico de Owen, Hannah se topa con Connor mientras patrullaba. Ella lo lleva de regreso a la torre para pedir ayuda. Los asesinos se encuentran con su jefe, quien les ordena cazar y matar a Connor. Como distracción para preocupar a la policía, utilizan bengalas para iniciar un incendio forestal. Van a la casa aislada de Ethan en busca de Connor donde encuentran e interrogan a la esposa embarazada de Ethan, Allison. Cuando la obligan a llamar a Ethan, ella le da un código de coacción; Luego lucha contra los asesinos y escapa.
Hannah intenta llevar a Connor a la ciudad a pie, pero se ven obligados a regresar cuando el fuego bloquea su camino. Después de la llamada de radio, Ethan regresa a casa con el Sheriff, con el objetivo de proteger a Allison. Sin embargo, los asesinos les tienden una emboscada; matan al Sheriff y obligan a Ethan a guiarlos a través del bosque.
Los asesinos llegan a la torre de bomberos de Hannah y obligan a Ethan a registrarla mientras observan desde un árbol. Hannah y Connor se esconden mientras Ethan intenta hacer que parezca que la torre está vacía. Después de que Patrick ve que Ethan parece estar hablando con alguien, los asesinos disparan hacia la torre. Ethan resulta herido, pero Hannah y Connor logran escapar. Los asesinos intentan seguirlos, pero son detenidos cuando Allison, habiéndolos localizado, comienza a dispararles. Patrick y Jack se separan, Patrick persigue a Hannah y Connor mientras Jack se queda atrás para luchar contra Allison; Allison toma ventaja y mata a Jack.
Connor huye mientras Hannah pelea con Patrick, pero regresa después de que Patrick amenaza con matar a Hannah a golpes. Cuando Patrick está a punto de matar a Connor, Hannah hiere gravemente a Patrick con un hacha de escalada y lo deja morir quemado en el fuego que se aproxima. Allison se reúne con Ethan en la torre, pero el fuego los atrapa mientras se ponen máscaras de oxígeno y se abrazan. Hannah y Connor saltan a un arroyo y observan desde debajo del agua cómo el fuego envuelve el bosque.
A la mañana siguiente, después de que el fuego se extingue, el antiguo equipo de saltadores de humo de Hannah llega y la rescata a ella, a Connor y a Allison. Ethan ha muerto a causa de las heridas de bala. Más tarde, Connor se prepara para dar el testimonio de su padre a los medios. Hannah promete ayudarlo en su futuro incierto.

## Reparto
| - Angelina Jolie como Hannah Faber - Jon Bernthal como Ethan Saywer - Nicholas Hoult como Patrick Blackwell - Aidan Gillen como Jack Blackwell - Jake Weber como Owen Casserly - Finn Little como Connor Casserly | - Medina Senghore como Allison Saywer - Tyler Perry como Arthur - James Jordan como Ben - Tory Kittles como Ryan - Alex Wagenman como Chico #1 |

## Producción
En enero de 2019 se anunció que Angelina Jolie protagonizaría la película, con Taylor Sheridan escribiendo y dirigiendo. En abril, Nicholas Hoult, Tyler Perry, Jon Bernthal y Aidan Gillen habían sido elegidos. El rodaje comenzó en mayo de 2019 en Nuevo México, y la producción concluyó en julio de 2019 y se anunció que James Jordan se había unido al reparto. La banda sonora de la película fue compuesta por Brian Tyler.

## Estreno

### Cines
En mayo de 2019, se anunció que Warner Bros. y New Line Cinema adquirieron los derechos de distribución de la película. La película tuvo un estreno en cines a nivel internacional en Corea del Sur el 5 de mayo de 2021. En los Estados Unidos, fue estrenada el 14 de mayo de 2021.

### Streaming
Como parte de sus planes para todas sus películas de 2021, Warner Bros. también transmitió la película simultáneamente en el servicio HBO Max durante un período de un mes, después del cual se retiró hasta el lanzamiento de los medios domésticos. Según Samba TV, la película se transmitió en 1,2 millones de hogares durante sus primeros tres días de lanzamiento digital.
Aquellos que desean mi muerte se agregó al servicio de streaming en Netflix España el 27 de marzo de 2024.

## Recepción
Those Who Wish Me Dead recibió reseñas mixtas de parte de la crítica y de la audiencia. En el sitio web especializado Rotten Tomatoes, la película posee una aprobación de 62%, basada en 223 reseñas, con una calificación de 5.7/10 y un consenso crítico que dice: «Un thriller de acción totalmente tradicional al estilo de los 90, Those Who Wish Me Dead se eleva gracias a la dirección propulsora de Taylor Sheridan», mientras que de parte de la audiencia tiene una aprobación de 86%, con una calificación de 3.4/5.
El sitio web Metacritic le dio a la película una puntuación de 59 de 100, basada en 41 reseñas, indicando "reseñas mixtas o promedio". En el sitio IMDb los usuarios le asignaron una calificación de 6.0/10, sobre la base de 73.000 votos, mientras que en la página web FilmAffinity la cinta tiene una calificación de 5.2/10, basada en 3.332 votos.